# 王嘉爾
王嘉爾（英語：Jackson Wang Ka Yee，： Jaek Seun，1994年3月28日—），香港男歌手、音乐人、TEAM WANG主理人、主设计师、创意总监和MV导演、韓國男子偶像團體GOT7成員及香港代表隊前劍擊手。17歲獲得亞洲青少年劍擊錦標賽冠軍後，前往韓國當練習生。2014年1月，以韓國男子組合GOT7成員出道。2020年及2021年在福布斯中國名人榜排名第41位及第10位。華人明星Instagram粉絲數全球第一，達3312萬（2023年10月）。
2017年6月，創立個人公司Team Wang，負責個人演藝活動，並開始發行個人創作音樂，推出多首音樂作品包括《100 Ways》、《LMLY》。2021年集结林恺伦、ICE、J.Sheon组成PANTHEPACK。2022年9月發行首張實體專輯《MAGIC MAN》，入圍BILLBOARD 200專輯榜，取得第15位的好成績， 登頂華人歌手歷史排名。2023年王嘉爾登上《福布斯中國U30榜》。2022-2024年，連續三年登上全美最大音樂節Coachella Music Festival。

## 早年經歷

### 家庭
王嘉爾的外公周永昌（1922－2017）是中國超聲波医學奠基人。父親王銳基是廣東东莞人，后移居香港，是中国國家隊的佩劍隊員，1978年曼谷亚运会代表中國獲个人金牌，1988－1991年任國家隊佩劍主教練，1995年轉任英屬香港劍擊隊總教練。而其母親周平是上海人，技巧体操國家隊員，在1979年全運會上搭擋俞慧獲得女雙金牌。
王嘉爾早年於新界沙田區居住，在路德會梁鉅鏐小學就讀小一至小三年級，小四開始轉讀美國國際學校，並在該校讀至十一年級才離校。

### 劍擊運動員
王嘉爾5至10歲練習體操，10歲時因小學興趣班而初接觸劍擊後，愛上劍擊。由於父親為香港劍擊隊總教練，故受到不少影響，並跟父親一樣選擇佩劍為專項。12歲參加全運會獲得人生第一枚劍擊金牌。2010年，參加青年奧運世界排名11位。2011年，參加亞洲青少年劍擊錦標賽，獲得少年組男子佩劍個人冠軍，亞洲排名第一位。

## 演艺生涯
2008年，曾被韓國三大娛樂公司之一的星探發掘，後因家庭因素放弃。
2010年，通过JYP公司在香港的选拔。
2011年7月3日，因为在亞洲青少年劍擊錦標賽取得亞洲金牌，父母才同意他赴韩开始练习生生涯，这段生涯持续了两年半的时间。其間放棄了參加2012年倫敦奧運，还有已经取得的香港大学和美国斯坦福大学的录取通知。
2013年9月，出演電視節目《WIN》与YG公司的练习生进行对决。12月，JYP宣布即将推出全新男团。
2014年1月16日，正式在韓國以GOT7成員出道。在組合內主要担任饶舌演唱、Martial Arts Tricking（极限武术特技）表演。年底在日本出道。同年7月，首個個人綜藝《Hit Maker》開播，与陸星材等组成限定团体大瓶（Bigbottle），发行首支单曲《Stress Come On》，節目在年底開啟第二季並受邀在MBC歌謠大祭典上作開場表演；9月加入三大台周日晚綜藝《roommate》第二季，並開始在各個節目中廣泛活動；12月，獲得SBS演藝大賞新人獎，由國民MC劉在錫頒發。
2015年5月，開始擔任SBS《人氣歌謠》固定主持，乃該節目首位外國籍主持。12月進軍中國娛樂圈，與何炅共同主持《拜託了冰箱》，其後在中國人氣快速上升。2016年4月，在與何炅二度搭档主持湖南衛視節目《透鮮滴星期天》。其後每年均會主持一季度的《拜託了冰箱》。
2017年1月16日，获得新浪微博之夜年度人气艺人奖；6月，成立個人公司TEAM WANG；11月13日，成为2017 MTV Europe Music Awards大中华区官方大使；11月20日，受邀出席American Music Awards of 2017；11月30日，个人单曲《OKAY》上线 。6月，成立個人工作室TEAMWANG，主要負責王嘉爾在中國內地的個人工作；8月26日，發表全創作英文单曲《Papillon》，正式以歌手身份在中国演出；其後出演歌唱節目《中國有嘻哈》半決賽與選手GAI合唱《Papillon》一曲，拿下了全场最高票，因出色的舞台表現力獲得網友的大量正面評價；後來在另一個節目《明日之子》半決賽再唱此曲也幫助選手拿下該回合冠軍；此曲發表當日，王嘉爾成为第一位在Worldstar Hip Hop平臺上發佈作品的亞洲藝人。
2018年1月19日，作為Rap導師參加的愛奇藝偶像競演養成類真人秀節目《偶像練習生》首播；2月9日，成為香港旅遊推廣官；4月20日，個人單曲《Dawn of us》全球發行；5月，為品牌Fendi創作的單曲《Fendiman》獲得itunes美區單曲總榜及流行榜雙榜第一，成為第一位達成此成績的中國籍歌手；8月，獲得2018年Teen Choice Awards（全美青少年選擇獎）中Choice Next Big Thing獎項，成為第一位拿到該頒獎禮獎項的華語藝人，也是第一位以solo歌手身份拿到個人獎的韓流藝人；10月，出演歌唱節目《夢想的聲音》，改編《該死的溫柔》、《安静》等歌曲，均取得不俗成績。
2019年10月25日，發佈個人首張全創作英文專輯《MIRRORS》，截止10月31日，專輯銷量突破68萬張，銷售總額破千萬，成為網易雲音樂數字專輯榜日榜、周榜、年榜、總榜四榜冠軍，同時也刷新了網易雲音樂平台數字專輯最高銷量記錄。
2020年7月，作為隊長參與節目《這！就是街舞第三季》，最終該隊成員取得當季亞軍的成績；同年12月，受Jessi之邀參與韓國KBS年末歌謠舞台，共同演唱《NUNU NANA》一曲，深受網友好評並反應熱烈，YouTube點擊量一個月破3000萬，並在發佈當周上了數十個地區的發燒欄位。
2021年1月，王嘉爾與JYP娛樂合約結束，個人日後全球的工作由其自家成立开設的公司Team Wang管理。此外，Team Wang同時宣布與韓國Sublime事務所簽訂合約，並會就音樂、製作及藝人經紀業務展開全球合作，兩家公司將在全球範圍內共同發展業務。
2021年2月12日，與樸俊炯出演的網綜《Wassup Man GO!》第一期上線；3月13日，參加的MBC熱門綜藝《全知干预视角》播出；4月17日，出席《乘风破浪的姐姐2》成團之夜，並現場表演主打作品《DNA》；4月24日，以「成團見證人」身份出席騰訊視頻《创造营2021》成團夜；6月22日，攜手何炅主持節目《拜托了冰箱第七季》；7月29日，個人單曲《Drive You Home》上線；8月25日，與林愷倫（Karencici）、楊長青（ICE）及莊珣（J.Sheon）聯合創辦的PANTHEPACK（熊貓團）組合正式官宣成立；9月17日，與PANTHEPACK成員共同創作的首張專輯《The Pack》正式上線，收錄了《BUZZ》、《DNA》等十首歌曲。9月18日，携手PANTHEPACK成員受邀參加錄製的《快樂大本營》节目播出；9月23日，同PANTHEPACK成員以特邀嘉賓身份參加的綜藝節目《黑怕女孩》在騰訊視頻播出；9月30日，聯同PANTHEPACK成員一起開啟巡演「PANTHENIGHT 2021」，首站於成都拉開帷幕。10月9日，與PANTHEPACK成員一同以「特邀助燃官」身份出席騰訊視頻《明日創作計劃》四強爭奪戰直播；10月10日、12日、13日，「PANTHENIGHT 2021」武汉站、上海站、杭州站巡演；10月15日，同PANTHEPACK成員參加「抖音美好奇妙夜」；10月16日、17日、20日，「PANTHENIGHT 2021」北京站、天津站、廣州站巡演；10月22日，以「爆裂見證官」身份出席综艺节目《爆裂舞台》總決賽，並與韩红同台演唱并發行合作曲《KO》；10月23日，同PANTHEPACK成员们以快閃演唱會嘉賓身份參與錄製的《嗨放派》节目播出；10月30日，與PANTHEPACK成員一起作為表演嘉宾亮相《這！就是街舞》第四季總決賽現場。
2022年4月，王嘉爾登上全美最大音樂節Coachella Music Festival，一連演唱〈100 Ways〉、〈Cruel〉、〈Blow〉等歌曲， 成為首位登上該音樂節主舞台表演的中國SOLO歌手，更在表演後登上Twitter熱搜榜第一的寶座；同年9月，其首張實體專輯《MAGIC MAN》發行，並登上BILLBOARD 200專輯榜第15位的好成績，登頂華人歌手歷史排名；10月，開啟個人首次世界巡迴演唱會，演出足跡遍佈12國24城市，吸引了世界各地歌迷到場支持，多次創下華人歌手在外演出的記錄。
2023年，第二次登上Coachella音樂節，帶來長達50分鐘的個人表演，並與美國傳奇R&B天后Ciara合體表演，演出後個人話題登上Twitter世界趨勢第一位。
2024年，第三次登上Coachella音樂節，以神秘嘉賓身份空降舞台，引起熱烈歡呼。在TikTok上，王嘉爾的詞條播放量超過10億，Instagram有超過三千萬支持者。

## 副業發展
2020年7月，自創時尚品牌TEAM WANG正式上線，由王嘉爾和兩位好友Henry、Brandon共同創立，並親自擔任設計師一職。
2020年9月，王嘉爾於記者會宣佈加盟何猷君的電子競技隊伍Victory Five成為合夥人。

## 音樂作品

### 個人專輯
| 專輯序 | 專輯資料 | 曲目 |
| 1st    | 個人首張英語全創作數位專輯《MIRRORS》 - 日期：2019年10月25日 - 類型：流行、嘻哈 - 語言：英語、普通話 - 方式：數位下載、黑膠唱片 | 1. BULLET TO THE HEART 2. ON THE ROCKS 3. DWAY! 4. UNLESS I'M WITH YOU 5. BAD BACK (feat. GoldLink) 6. TITANIC (feat. Rich Brian) 7. FADED 8. 爱 (I Love You 3000 Chinese version) |
| 2nd    | 第二張英語數位專輯《LOST&FOUND 》 - 日期：2022年3月7日 - 類型：流行 - 語言：英語 - 方式：數位下載                               | 1. Poison 2. Dead 3. I Don’t Have It 4. Power 5. Blackout 6. In My Bed 7. The Moment 8. Vibes                                                                                      |
| 3rd    | 個人首張英語實體專輯《MAGIC MAN》 - 日期：2022年9月9日 - 類型：流行 - 語言：英語 - 方式：實體唱片                               | 1. Blow 2. Cruel 3. Champagne Cool 4. Go Ghost 5. Drive It Like You Stole It 6. Come Alive 7. Just Like Magic 8. All The Way 9. Dopamine 10. Blue                                  |

### 個人歌曲
| 發佈日期       | 語言 | 歌曲名稱                   | 收錄專輯         | 參與部分   | 備註                                     |
| 2016年8月16日  | 中文 | 上班有些怪                 | /                | /          | 廣告推廣(必勝客聯合<保衛蘿蔔3>)          |
| 2017年4月26日  | 中文 | 拜託了冰箱                 | /                | 作曲、作詞 | 節目主题曲(<拜託了冰箱>第三季)           |
| 2017年7月4日   | 英文 | Generation 2               | /                | 作曲、作詞 | 廣告推廣(百事可樂)                       |
| 2017年8月26日  | 英文 | Papillon(巴比龍)           | /                | 作曲、作詞 | 第一支個人单曲                           |
| 2017年8月30日  | 中文 | Kyushu Sky City 九州天空城 | /                | /          | 3D九州天空城手游主題曲                   |
| 2017年11月10日 | 中英 | (V)ision                   | /                | 作曲、作詞 | 手機品牌vivo广告曲                       |
| 2017年11月30日 | 中英 | OKAY                       | /                | 作曲、作詞 |                                          |
| 2018年4月20日  | 英文 | Dawn of us                 | /                | 作曲、作詞 | 王嘉爾                                   |
| 2018年5月15日  | 中英 | X                          | /                | 作曲、作詞 | 啤酒品牌勇闖天涯SuperX廣告曲             |
| 2018年5月25日  | 英文 | Fendiman                   | /                | 作曲、作詞 | 高奢品牌Fendi推廣曲                      |
| 2018年9月17日  | 英文 | Made It                    | 《Present: YOU》 | 作曲、作詞 | 組合專輯內solo曲                         |
| 2018年11月7日  | 英文 | Different Game             | /                | 作曲、作詞 | feat. Gucci Mane                         |
| 2019年2月14日  | 中英 | BIMMER RIDE                | /                | 作曲、作詞 | 汽車品牌BMW推廣曲 《Different Game》改編 |
| 2019年3月19日  | 英文 | Fade                       | 《MIRRORS》      | 作曲、作詞 |                                          |
| 2019年4月12日  | 英文 | Oxygen                     | /                | 作曲、作詞 |                                          |
| 2019年9月24日  | 英文 | BULLET TO THE HEART        | 《MIRRORS》      | 作曲、作詞 |                                          |
| 2019年10月22日 | 英文 | DWAY!                      | 《MIRRORS》      | 作曲、作詞 |                                          |
| 2020年3月20日  | 英文 | 100 WAYS                   | /                | 作曲、作詞 |                                          |
| 2020年9月4日   | 英文 | PRETTY PLEASE              | /                | 作曲、作詞 | GALANTIS共同製作                         |
| 2021年1月30日  | 中文 | 一個人 (Alone)             | /                | 作曲、作詞 |                                          |
| 2021年3月26日  | 英文 | LMLY (Leave Me Loving You) | /                | 作曲       |                                          |
| 2021年7月29日  | 英文 | Drive You Home             | /                | 作曲、作詞 | Internet Money共同製作                   |
| 2022年1月11日  | 中文 | 王嘉爾 JACKSON WANG        | /                | 作曲、作詞 |                                          |

### 合作单曲
| 發佈日期 | 語言      | 歌曲名稱                        | 收錄專輯                                        | 形式             | 合作藝人                                   | 備註                                    |
| 2014年   | 韓語      | Frozen In Time                  | 《Full Moon》                                   | 專輯收錄曲       | 善美                                       | 善美首張迷你專輯                        |
| 2014年   | 韓語      | Stress Come on!(스트레스 컴온!) | /                                               | 單曲             | Big Byung(빅병)                            |                                         |
| 2014年   | 韓語      | Can't hide it                   | /                                               | 單曲             | 15&、JB                                    | 15&數位單曲                             |
| 2015     | 韓語      | 魷魚大醬 (오징어 된장)          | /                                               | 單曲             | Big Byung(빅병)                            |                                         |
| 2016年   | 中文      | 透鮮滴星期天                    | /                                               | 節目原聲         | 何炅                                       | 《透鮮滴星期天》主題曲                  |
| 2016年   | 中文      | 拜託了                          | /                                               | 節目原聲         | 冰箱家族                                   | 《拜託了冰箱》第三季主題曲              |
| 2017年   | 韩语 中文 | U&I                             | 《The Package》                                 | 电视剧原声       | JB                                         | OST Part.4                              |
| 2017年   | 中英      | MOOD                            | /                                               | 單曲             | 孟佳                                       |                                         |
| 2018年   | 英文      | Lucky Rain                      | 《TIARA》                                       | 專輯收錄曲       | 袁婭維                                     | feat作曲、作詞                          |
| 2018年   | 英文      | Can't Breathe                   | 《Billboard's Vibe presents: Urban Asia Vol.1》 | 精選輯收錄曲     | Eddie Supa & Stan Sono                     |                                         |
| 2018年   | 中英      | Bruce Lee                       | /                                               | 單曲             | Al Rocco                                   | 合唱                                    |
| 2018年   | 粵語      | Creo En Mi                      | 《Believe In Mi》                               | 專輯收錄曲       | 鄭秀文                                     | feat. 作曲、作詞                        |
| 2018年   | 韩英      | OMW                             | 《Present: YOU》                                | 專輯收錄曲       | Mark                                       | 组合成员solo曲 （feat，参与词曲编创作） |
| 2018年   | 中英      | Hello                           | /                                               | 單曲             | Fei（王霏霏）                              | feat                                    |
| 2019年   | 中英      | Red                             | /                                               | 單曲             | ICE                                        | 作曲、作詞(三小時即興創作)              |
| 2019年   | 中英      | 塑造                            | /                                               | 單曲             | 謝霆鋒                                     | /                                       |
| 2019年   | 中英      | 深淵                            | /                                               | 單曲             | 謝霆鋒                                     | 《塑造》國語版                          |
| 2019年   | 中英      | MK Circus                       | /                                               | 單曲             | Dough-Boy                                  | 作曲、作詞                              |
| 2019年   | 英韓      | Hypey                           | 《9801》                                        | 專輯收錄曲       | 賴冠霖                                     | feat,第一詞曲編作者                     |
| 2019年   | 中英      | Rumble                          | 《Diaspora》                                    | 專輯收錄曲       | Goldlink                                   | feat,第一詞曲作者                       |
| 2019年   | 中英      | Another                         | /                                               | 單曲             | 秦奮                                       | feat,第一作曲編曲                       |
| 2019年   | 中英      | Too Busy                        | /                                               | 單曲             | BOY STORY                                  | feat,第一詞曲編作者                     |
| 2019年   | 英文      | Tequila Sunrise                 | 88rising《Head in the Clouds II》               | 錄音室專輯收錄曲 | Higher Brothers (Ft. AUGUST 08 / GoldLink) | 作曲、作詞                              |
| 2019年   | 英文      | Walking                         | 88rising《Head in the Clouds II》               | 錄音室專輯收錄曲 | Joji (Ft. Major Lazer / Swae Lee)          | 參與作詞                                |
| 2019年   | 英文      | I Love You 3000 II              | 88rising《Head in the Clouds II》               | 錄音室專輯收錄曲 | Stephanie Poetri                           | 參與作詞                                |
| 2019年   | 中英      | 面子 Face Power                 | 《MR.ENJOY DA MONEY》                           | 錄音室專輯收錄曲 | DZknow (KnowKnow)                          |                                         |
| 2020年   | 中文      | 過                              | /                                               | 單曲             | 林俊傑                                     | 參與作曲                                |
| 2021年   | 韓文      | Magnetic                        | 《PIECES by RAIN》                              | 專輯收錄曲       | RAIN                                       | feat，參與詞曲編創作                    |
| 2021年   | 中英      | So Bad                          | 《朝歌暮宴 V-Dynasty 下卷》                     | 專輯收錄曲       | 毛衍七                                     | feat，參與詞曲編創作                    |
| 2021年   | 英文      | M.I.A                           | /                                               | 單曲             | Afgan                                      | feat，參與詞曲編創作                    |
| 2021年   | 中英      | DNA                             | /                                               | 單曲             | PANTHEPACK                                 |                                         |
| 2021年   | 中英      | Transmit                        | /                                               | 單曲             | PANTHEPACK                                 |                                         |
| 2021年   | 英文      | California                      | /                                               | 單曲             | Rich Brian & NIKI & Warren Hue             | feat                                    |
| 2021年   | 中英      | Buzz                            | /                                               | 單曲             | PANTHEPACK                                 |                                         |
| 2022年   | 英文      | Damn Girl                       | 《HIP LIFE：POP LIFE》                          | 專輯收錄曲       | CrazyBoy                                   | feat，參與作詞                          |
| 2022年   | 英文      | EASIER                          | 《Z!》                                          | 專輯收錄曲       | Amber Liu                                  | feat                                    |
| 2022年   | 英文      | Mind Games                      | /                                               | 單曲             | Milli                                      |                                         |
| 2023年   | 英文      | 911                             | 《Remember Archive》                            | 專輯收錄曲       | CODE KUNST                                 | feat,參與製作                           |

### 音樂錄影帶(MV)
| 日期          | 歌曲名稱             | 歌手   | 備註 |
| 2014年2月12日 | 《SHAKE THAT BRASS》 | Amber  | 客串 |
| 2016年7月9日  | 《Shut Up》          | Unnies | 客串 |

### 合作舞台
| 年份   | 日期     | 平台             | 節目名稱                               | 合作歌手                   | 歌曲              | 備註                     |
| 2014年 | 7月24日  | Mnet             | M! Countdown                           | 白智榮                     | 내 귀에 캔디      | Rap Featuring 與JB       |
| 2014年 | 12月19日 | KBS              | Music Bank                             | 善美                       | Full Moon         | Rap Featuring            |
| 2014年 | 12月31日 | MBC              | 歌謠大祭典                             | Big Byung（陸星材、N、爀） | Stress Come on!   | 開場表演                 |
| 2015年 | 4月23日  | Mnet             | M! Countdown                           | Jun. K                     | True Swag         | Rap Featuring 與Mark     |
| 2015年 | 4月23日  | Mnet             | M! Countdown                           | 康男                       | My Type           | Rap Featuring 與 Cheetah |
| 2015年 | 6月14日  | SBS              | 人氣歌謠                               | 白娥娟                     | Shouldn't Have... | Rap Featuring            |
| 2015年 | 9月13日  | SBS              | 人氣歌謠                               | 康男                       | Chocolate         | Rap Featuring            |
| 2015年 | 9月28日  | KBS              | 全國偶像歌曲大會                       | 康南                       | 江南style         | 第一名                   |
| 2017年 | 9月2日   | 愛奇藝           | 中國有嘻哈                             | GAI                        | Papillon          | 第一名 (四進三)          |
| 2017年 | 9月16日  | 騰訊視頻         | 明日之子                               | 馬伯騫                     | Papillon          | 第一名 (四進三車輪戰)    |
| 2017年 | 12月1日  | Mnet             | 2017 MAMA亚洲音乐盛典                  | Dynamic Duo&周宪&Vernon    | N분의 1 (N分之1） | Hip Hop 合作舞台         |
| 2019年 | 12月25日 | SBS              | 2019 SBS歌謠大戰                       | NU'EST JR（金鐘鉉）        | Done For Me       |                          |
| 2019年 | 12月31日 | 湖南衛視         | 2019-2020跨年演唱會                    | 林俊傑                     | 曹操              |                          |
| 2019年 | 12月25日 | SBS              | 2019 SBS歌谣大战                       | NU'EST JR（金钟炫）        | 《Done For Me》   |                          |
| 2020年 | 12月18日 | KBS              | 2020KBS歌謠大祝祭                      | Jessi                      | NUNU NANA         |                          |
| 2020年 | 1月24日  | 中央广播电视总台 | 2020年中央广播电视总台春节联欢晚会     | 易烊千玺、罗志祥           | 《青春的起点》    |                          |
| 2021年 | 9月21日  | 中央广播电视总台 | “湾区升明月”2021大湾区中秋电影音乐晚会 | 群星                       | 《东方之珠》      |                          |
| 2021年 | 10月22日 | 爱奇艺           | 爆裂舞台                               | 韩红                       | 《KO》            |                          |
| 2022年 | 9月3日   | 爱奇艺           | 中國說唱巔峰對決                       | Tablo                      | Imagine           | 巔峰見證官               |

## 影視作品

### 電影
| 時間          | 性質       | 播放平台 | 作品               | 角色 | 備註                                   |
| 2018年1月15日 | 音樂微電影 | 全網     | 《霹靂爸媽》       | 阿生 | 百事中國“2018把樂帶回家”新春音樂微電影 |
| 2019年1月16日 | 微電影     | 全網     | 《vivo照亮全傢福》 |      | vivo新春微電影-vivo X23幻彩版星語心願  |

### 電視劇
| 時間   | 性質       | 播放平台   | 作品               | 角色 | 語言 | 備註               |
| 2015年 | 網絡電視劇 | 優酷、土豆 | 《Dream Knight》   | 自己 | 韓語 | 主演               |
| 2015年 | 電視劇     | KBS        | 《製作人的那些事》 | 自己 | 韓語 | 客串（第三集出場） |

## 綜藝節目

### 主持
| 年份   | 日期                | 播放平臺                   | 節目名稱                         | 備註                             |
| 2014年 | 7月25日、8月1日     | Arirang TV                 | 《Simply K-Pop》                 | 語言：英文                       |
| 2014年 | 11月20日            | Mnet                       | 《M! Countdown》                 |                                  |
| 2014年 | 11月28日            | KBS2                       | 《Music Bank》                   | 特別MC（與珍榮）                 |
| 2014年 | 12月5日             | KBS2                       | 《Music Bank》                   | 特別MC（與有謙）                 |
| 2014年 | 12月25日            | Mnet                       | 《M! Countdown》                 | 特別MC（與JB、珍榮）             |
| 2015年 | 5月17日－8月30日    | SBS                        | 《人氣歌謠》                     | 固定主持（與金裕貞、洪宗玄）     |
| 2015年 | 9月13日－隔年4月3日 | SBS                        | 《人氣歌謠》                     | 固定主持（與金裕貞、陸星材）     |
| 2015年 | 12月3日－隔年2月3日 | 騰訊視頻                   | 《拜託了冰箱 第一季》            | 固定主持（與何炅）               |
| 2016年 | 4月10日－5月1日     | SBS                        | 《人氣歌謠》                     | 固定主持（與陸星材）             |
| 2016年 | 4月12日             | 土豆網                     | 《THE SHOW》                     | 特別MC（與秦奮）                 |
| 2016年 | 4月24日－7月10日    | 湖南衛視                   | 《透鮮滴星期天》                 | 固定主持（與何炅）               |
| 2016年 | 5月18日－7月20日    | 騰訊視頻                   | 《拜託了冰箱 第二季》            | 固定主持（與何炅）               |
| 2016年 | 10月13日            | Mnet                       | 《M! Countdown》                 | 特別MC（與Mark、BamBam）         |
| 2016年 | 11月20日－12月11日  | 湖南衛視                   | 《頭號驚喜》                     | 固定主持（與何炅、魏大勛）       |
| 2017年 | 3月31日             | KBS2                       | 《Music Bank》                   | 待機室特別MC（與民赫(Monsta X)） |
| 2017年 | 4月12日－6月14日    | 騰訊視頻                   | 《拜託了冰箱 第三季》            | 固定主持（與何炅）               |
| 2017年 | 8月21日             | Mnet                       | 《M! Countdown》KCON 2017 LA特輯 | 特別MC（與Mark）                 |
| 2017年 | 9月24日             | Ment                       | 2017 Asia Song Festival          | 特别MC（與利特）                 |
| 2017年 | 10月14日            | KBS                        | 韩越友情Super Show               | MC（与San E、Irene）             |
| 2017年 | 11月10日            | 浙江卫视/北京卫视/深圳卫视 | 天猫2017年双11狂欢夜             | 特别MC（天猫国际首席妙物官）     |
| 2018年 | 4月25日－6月27日    | 腾讯视频                   | 《拜托了冰箱 第四季》            | 固定主持（与何炅）               |
| 2018年 | 9月23日             | SBS                        | 《人氣歌謠》                     | 特別MC                           |
| 2018年 | 9月27日             | Mnet                       | 《M! Countdown》                 | 特別MC（與JB、Mark、榮宰、有謙） |
| 2018年 | 10月4日             | Mnet                       | 《M! Countdown》                 | 特別MC（與Mark、有謙）           |
| 2018年 | 11月27日            | V Live                     | 金宥斌<#TUSM>COMEBACK LIVE       | 特別MC（與珍榮）                 |
| 2018年 | 12月9日             | SBS                        | 《人氣歌謠》                     | 特別MC                           |
| 2019年 | 4月10日－6月12日    | 腾讯视频                   | 《拜托了冰箱 第五季》            | 固定主持（与何炅）               |
| 2020年 | 6月9日－6月30日     | 腾讯视频                   | 《拜托了冰箱 第六季》            | 固定主持（与何炅）               |
| 2021年 | 6月22日－8月24日    | 腾讯视频                   | 《拜托了冰箱 轰趴季》            | 固定主持（与何炅）               |

### 固定綜藝節目
| 年份   | 日期                  | 電視台      | 節目名稱                     | 集數 | 備註                                      |
| 2014年 | 7月29日－8月19日      | MBC Every1  | 《Hit Maker》第一季          | 4    |                                           |
| 2014年 | 9月21日－次年4月14日  | SBS         | 《Roommate 2》               | 26   |                                           |
| 2014年 | 12月12日－次年2月13日 | MBC Every1  | 《Hit Maker》第二季          | 10   |                                           |
| 2015年 | 9月11日－9月25日      | SBS         | 《叢林的法則》尼加拉瓜篇     | 3    |                                           |
| 2015年 | 11月11日－12月13日    | JTBC        | 《他人的取向》               | 7    |                                           |
| 2016年 | 3月6日－3月27日       | JTBC        | 《我朋友的家在哪裏》泰國篇   | 4    |                                           |
| 2016年 | 2月5日－4月15日       | KBS2        | 《回頭看我》                 | 10   |                                           |
| 2016年 | 4月19日－5月5日       | MBC MBig TV | 《花美男Bromance》           | 6    |                                           |
| 2016年 | 4月13日－12月28日     | MBC Every1  | 《一周偶像》idol is 完美環節 | 13   |                                           |
| 2016年 | 5月15日－7月10日      | MBC         | 《真正的男人》同伴入伍特輯   | 9    |                                           |
| 2016年 | 7月15日－9月30日      | 江蘇衛視    | 《我們戰鬥吧》               | 12   |                                           |
| 2017年 | 12月15日—1月26日      | 騰訊視頻    | 《王者出擊》                 | 7    | 參與第2、4、5期                           |
| 2018年 | 1月19日- 3月30日      | 愛奇藝      | 《偶像練習生》               | 12   | 擔任Rap導師，第12期因個人身體原因不能到場 |
| 2018年 | 3月17日- 6月2日       | 愛奇藝      | 《熱血街舞團》               | 12   | 任「熱血召集人」                          |
| 2018年 | 5月27日- 8月12日      | 騰訊視頻    | 《放開我北鼻第三季》         | 12   | 4位奶爸之1                                |
| 2018年 | 10月26日-次年1月11日  | 浙江衛視    | 《夢想的聲音第三季》         | 12   | 1-4期，11-12期導師                        |
| 2019年 | 3月9日-5月25日        | 優酷視頻    | 《這！就是原創》             | 12   | 擔任「原創捕手」                          |
| 2020年 | 7月18日-10月3日       | 优酷視頻    | 《这！就是街舞第三季》       | 12   | 擔任队长                                  |
| 2021年 | 7月15日-9月23日       | 騰訊視頻    | 《黑怕女孩》                 | 10   | 擔任廠牌製作人                            |
| 2021年 | 8月14日-10月27日      | 浙江衛視    | 《嗨放派》                   |      | 擔任「嗨放探索員」                        |
| 2023年 | 7月29日-89月30日      | 騰訊視頻    | 《舞台2023》                 |      | 擔任創意總監                              |
| 2024年 | 2月                   | WeTV        | 《創造營亞洲》               |      | 擔任女團發起人                            |

## 演唱會

### JACKSON WANG MAGIC MAN WORLD TOUR
| 場次 | 日期           | 國家/地區 | 城市           | 场馆                     | 備註                     |
| 1    | 2022年11月25日 | 泰國      | 曼谷           | IMPACT Arena             | 加開場次                 |
| 2    | 2022年11月26日 | 泰國      | 曼谷           | IMPACT Arena             |                          |
| 3    | 2022年11月27日 | 泰國      | 曼谷           | IMPACT Arena             | 加開場次                 |
| 4    | 2022年12月17日 | 马来西亚  | 吉隆坡         | 亚通体育馆               |                          |
| 5    | 2022年12月23日 | 新加坡    | 新加坡         | 新加坡室内体育馆         |                          |
| 6    | 2023年1月12日  | 英国      | 伦敦           | 漢默史密斯阿波羅         |                          |
| 7    | 2023年1月15日  | 法國      | 巴黎           | 巴黎天頂體育館           |                          |
| 8    | 2023年1月16日  | 法國      | 巴黎           | 巴黎天頂體育館           | 加開場次                 |
| —    | 2023年2月4日   | 阿联酋    | 迪拜           | Coca-Cola Arena          | 因運籌協調問題而被迫取消 |
| 9    | 2023年4月26日  | 美国      | 洛杉磯         | 聖殿劇院                 |                          |
| 10   | 2023年4月28日  | 美国      | 舊金山         | 比爾·格雷厄姆市政禮堂    |                          |
| 11   | 2023年4月30日  | 加拿大    | 溫哥華         | 道格·米歇爾雷鳥體育館    |                          |
| 12   | 2023年5月4日   | 美国      | 芝加哥         | Wintrust Arena           |                          |
| 13   | 2023年5月6日   | 加拿大    | 多倫多         | Coca-Cola Coliseum       |                          |
| 14   | 2023年5月11日  | 美国      | 紐約           | 巴克萊中心               |                          |
| 15   | 2023年5月15日  | 巴西      | 聖保羅         | Espaço Unimed            |                          |
| 16   | 2023年5月18日  | 阿根廷    | 布宜諾斯艾利斯 | Movistar Arena           |                          |
| 17   | 2023年5月22日  | 智利      | 聖地亞哥       | Movistar Arena           |                          |
| 18   | 2023年5月25日  | 墨西哥    | 墨西哥城       | 墨西哥市體育館           |                          |
| 19   | 2023年7月15日  | 澳門      | 澳門           | 銀河綜藝館               |                          |
| 20   | 2023年7月16日  | 澳門      | 澳門           | 銀河綜藝館               |                          |
| 21   | 2023年11月11日 | 中国大陆  | 南京           | 南京青奥体育公园体育馆   |                          |
| 22   | 2023年11月18日 | 中国大陆  | 杭州           | 杭州奥体中心体育馆       |                          |
| 23   | 2023年11月25日 | 中国大陆  | 广州           | 宝能广州国际体育演艺中心 |                          |
| 24   | 2023年11月26日 | 中国大陆  | 广州           | 宝能广州国际体育演艺中心 |                          |
| 25   | 2023年12月9日  | 中国大陆  | 上海           | 上海东方体育中心         |                          |
| 26   | 2023年12月10日 | 中国大陆  | 上海           | 上海东方体育中心         |                          |
| 27   | 2023年12月16日 | 中国大陆  | 成都           | 凤凰山体育公园综合体育馆 |                          |
| 28   | 2024年1月11日  | 中国大陆  | 北京           | 国家体育馆               | [ 註 6 ]                 |
| 29   | 2024年1月20日  | 中国大陆  | 深圳           | 深圳大运中心体育馆       |                          |
| 30   | 2024年1月21日  | 中国大陆  | 深圳           | 深圳大运中心体育馆       |                          |
| 31   | 2024年1月27日  | 中国大陆  | 宁波           | 宁波奥体中心体育馆       |                          |

### JACKSON WANG MAGICMAN2 WORLD TOUR
| 場次 | 日期           | 國家/地區  | 城市   | 场馆               | 備註 |
| 1    | 2025年10月3日  | 泰國       | 曼谷   | IMPACT Arena       |      |
| 2    | 2025年10月4日  | 泰國       | 曼谷   | IMPACT Arena       |      |
| 3    | 2025年10月11日 | 澳門       | 澳门   | 银河综艺馆         |      |
| 4    | 2025年10月12日 | 澳門       | 澳门   | 银河综艺馆         |      |
| 5    | 2025年10月18日 | 印度尼西亞 | 雅加达 | 史納延紀念體育館   |      |
| 6    | 2025年10月25日 | 马来西亚   | 吉隆坡 | 待公布             |      |
| 7    | 2025年11月2日  | 菲律賓     | 马尼拉 | 阿拉內塔體育館     |      |
| 8    | 2025年11月6日  | 日本       | 东京   | Toyota Arena Tokyo |      |

### 粉絲见面会
| 日期                                            | 城市 | 场地                       | 備註                     |
| JACKSON WANG'S 1st mini fanmeeting in Hong Kong |      |                            |                          |
| 2017年12月4日                                   | 香港 | 香港观塘APM                |                          |
| 最“嘉”遇見 勇闖天涯 superX 見面會               |      |                            |                          |
| 2018年6月3日                                    | 深圳 | 南山區A8音樂大廈           | 華潤雪花勇闖天涯品牌活動 |
| 2018年8月14日                                   | 成都 | 武侯區西部智谷             | 華潤雪花勇闖天涯品牌活動 |
| Journey328 生日会                               |      |                            |                          |
| 2019年3月23日                                   | 北京 | 国家奥林匹克体育中心体育馆 |                          |
| 首張個人專輯MIRRORS相關活動                     |      |                            |                          |
| 2019年9月30日                                   | 上海 |                            | MIRRORS新歌派對          |
| 2019年12月8日                                   | 上海 | Space Plus                 | MIRRORS感恩派對          |

### 家族演唱会
| 日期                                     | 城市 | 场地               | 備註 |
| 2023“SUPER RYCE BOWL 超级范碗”上海演唱会 |      |                    |      |
| 2023年7月6日                             | 上海 | 东方体育中心体育馆 |      |

## 获得奖项

### 大型頒獎禮獎項
| 年份   | 名稱                                  | 獎項                               | 作品              | 結果 |
| 2014年 | SBS演藝大賞                           | 綜藝部門男子新人獎                 | Roommate 2        | 獲獎 |
| 2015年 | 第10屆Soompi Awards                   | 綜藝新人獎                         | 不適用            | 獲獎 |
| 2015年 | All kpop Awards                       | 最佳男子新人獎                     | 不適用            | 獲獎 |
| 2016年 | 第16届音乐风云榜年度盛典              | 最受歡迎綜藝搭檔獎(與何炅)         | 拜託了冰箱        | 獲獎 |
| 2016年 | 騰訊視頻星光大賞                      | 年度網路綜藝獎                     | 拜託了冰箱        | 獲獎 |
| 2016年 | 騰訊視頻星光大賞                      | 年度綜藝之星獎                     | 拜託了冰箱        | 獲獎 |
| 2016年 | MBC演藝大賞                           | 綜藝部門男子新人賞                 | 真正的男人        | 提名 |
| 2016年 | Kpop Starz Awards 2016                | Best K-pop Artist of the Year 2016 | 不適用            | 獲獎 |
| 2017年 | 2016 東風日產·微博之夜                | 微博年度人氣藝人獎                 | 不適用            | 獲獎 |
| 2017年 | 第八届京都念慈菴全球流行音乐金榜      | 年度最受欢迎新人                   |                   |      |
| 2017年 | 微博之星2016微博影響力頒獎禮          | 微博人氣王                         | 不適用            | 獲獎 |
| 2017年 | 2017亞洲金曲大賞                      | MTV特別大賞                        | 不適用            | 獲獎 |
| 2017年 | 第14届MAHB年度先生盛典(时尚先生)      | 年度时尚音乐人                     | 不適用            | 獲獎 |
| 2017年 | 2017网易有态度人物盛典                | 年度最有态度嘻哈唱作人獎           | 不適用            | 獲獎 |
| 2017年 | 2018爱奇艺尖叫之夜                    | 年度金曲                           | Papillon          | 獲獎 |
| 2017年 | 2017腾讯视频星光大赏                  | 年度突破歌手                       | 不適用            | 獲獎 |
| 2017年 | 第11屆咪咕匯音樂盛典                  | 年度最佳突破歌手                   | 不適用            | 獲獎 |
| 2018年 | 蜻蜓FM年終盛典                        | 傳媒推薦                           | 不適用            | 獲獎 |
| 2018年 | 蜻蜓FM年終盛典                        | 最佳人氣男歌手獎                   | 不適用            | 獲獎 |
| 2018年 | 蜻蜓FM年終盛典                        | 十大金曲                           | Papillon          | 獲獎 |
| 2018年 | 流行音乐年度盛典                      | 年度最受欢迎新人                   | 不適用            | 獲獎 |
| 2018年 | Teen Choice Awards (全美青少年選擇獎) | Choice Next Big Thing              | 不適用            | 獲獎 |
| 2018年 | BreakTudo Awards（巴西）              | Kpop男藝人獎                       | 不適用            | 獲獎 |
| 2019年 | 2018微博之夜                          | 微博年度原創音樂人                 | 不適用            | 獲獎 |
| 2020年 | 2019微博之夜                          | 微博年度男神                       | 不適用            | 獲獎 |
| 2021年 | 时尚芭莎年度派对(BAZAAR ICONS Party)  | 年度音乐人                         | 不適用            | 獲獎 |
| 2021年 | 2021智族GQ年度人物盛典                | 年度全能艺人                       |                   |      |
| 2021年 | 2019-2020年度网易云音乐原创盛典       | 年度男音乐人                       | 不適用            | 獲獎 |
| 2021年 | 第28届东方风云榜                      | 亚洲最具影响力男歌手               | 不適用            | 獲獎 |
| 2021年 | 第28届东方风云榜                      | 港台地区最佳男歌手                 |                   |      |
| 2021年 | 第28届东方风云榜                      | 最佳流行合作                       |                   |      |
| 2021年 | 全球中文音乐榜上榜                    | 优秀原创音乐作品奖                 | 《一个人》        | 獲獎 |
| 2024年 | 新城勁爆頒獎禮2024                    | 勁爆播放指數歌曲                   | 《Feeling Lucky》 | 獲獎 |

### 體育界成就
- 2006年全國體育競賽 劍擊金牌[12]
- 2007年全國體育競賽 劍擊金牌[50]
- 2009年亞洲青少年錦標賽 少年組男子佩劍個人銅牌及團體金牌[13]
- 2010年全國錦標賽17歲或以下佩劍個人銀牌及團體金牌
- 2010年亞洲青少年錦標賽 少年組男子佩劍個人銅牌及團體銀牌[13]
- 2010年青年奧林匹克運動會 世界佩劍排名第11名
- 2011年第一季最佳傑出青少年運動員
- 2011年亞洲青少年錦標賽 少年組男子佩劍個人及團體金牌[13]

### 其他個人榮譽
| 年份 | 榮譽 |
| 2016 | - KPOP最帅面孔第66名 - I-MAGAZINE亚洲男性时尚面孔第2位 |
| 2017 | - KPOP最帅面孔第39名 - TC Candler全球100張最帅面孔第35 - I-MAGAZINE亚洲男性时尚面孔第2位 - 2017年度大本钟奖-海归大中华选区十大杰出青年 - Instagram关注量在韩藝人前十                                              |
| 2018 | - TC Candler全球100張最帅面孔第35 - I-MAGAZINE亚洲男性时尚面孔第15位 - KPOP最帅面孔第11名 - Instagram关注量在韩藝人前十(第7名） - Instagram关注量华人第一 - Instagram Korea Awards(韓國區Instagram獎）-十大用戶獎 |
| 2019 | - TC Candler亞太區100張最帥面孔第4 - 福布斯中國名人榜第40位 |
| 2020 | - 福布斯中國名人榜第41位 |
| 2021 | - 福布斯30位30岁以下精英榜 亞洲版 娛樂&體育界 - 福布斯中國名人榜第10位 |

## 爭議

### 反對侮辱中國國旗
2019年8月3日，香港有反修例示威者扔國旗入海。央視新聞因此發出“五星紅旗有14億護旗手”的貼文，王嘉爾亦有轉發，此舉引部分港人不滿。

### 不滿外媒對華報導
2023年1月12日，王嘉爾在英國倫敦的演唱會上情緒激動地對觀眾稱有部分媒體抹黑中國，要大家對媒體訊息保持警惕，似乎是對外媒對華報導感到憤怒。

## 外部連結
- JYP官網-王嘉爾個人檔案
- 王嘉爾的Instagram帳戶（英文）（简体中文）
- 王嘉爾的新浪微博（英文）（简体中文）
- 王嘉爾的X（前Twitter）（英文）
- 王嘉爾的Facebook專頁（英文）
- YouTube上的Jackson Wang頻道（英文）